# Вислова, Нина Геннадьевна
Ни́на Генна́диевна Ви́слова (род. 4 октября 1986 года, Москва) — российская бадминтонистка, бронзовый призёр Олимпийских игр 2012 года по бадминтону в парном разряде, Заслуженный мастер спорта России. Выступает в парном разряде с Валерией Сорокиной, а в миксте с Виталием Дуркиным (с Александром Николаенко до 2009). Представляет Нижегородскую область.

## Спортивная карьера
Вислова выиграла четыре медали на Чемпионате Европы юниоров по бадминтону, две золотые медали в парном разряде среди девушек (2003 и 2005), серебро (2003) и бронзу (2005) в миксте. Нина Вислова также выиграла US Open 2006 в парном разряде среди женщин и микст. Она завоевала бронзовую медаль на чемпионате Европы по бадминтону 2008 в парном разряде среди женщин с Валерией Сорокиной. Самый большой успех — бронза в парном разряде среди женщин на Летних Олимпийских играх 2012 года. Благодаря дисквалификации за неспортивное поведение четырёх более сильных пар, Вислова и Сорокина смогли пройти в следующий раунд и принесли России первую медаль в олимпийских соревнованиях по бадминтону.

## Государственные награды
- Медаль ордена «За заслуги перед Отечеством» II степени (13 августа 2012 года) — за большой вклад в развитие физической культуры и спорта, высокие спортивные достижения на Играх XXX Олимпиады 2012 года в городе Лондоне (Великобритания)[4].